# Eubacterium yurii subsp. yurii
Eubacterium yurii subsp. yurii  è una sottospecie di batterio appartenente alla famiglia delle Eubacteriaceae.